# Heinrich Stern (Koch)
Heinrich Stern (*  31. Oktober 1938 in Hannover; † 18. November 2024 in Fallingbostel; geboren als Heinrich Wissel) war ein deutscher Koch.

## Werdegang
Stern machte seine Ausbildung in den Maschsee-Gaststätten.
Ab 1984 wurde sein Stern’s Restaurant in Hannover 17 Jahre mit einem Michelinstern ausgezeichnet. 2004 ging er in den Ruhestand.
Das Restaurant seines Sohns Joachim Stern (* 1960) wurde ebenfalls mit einem Michelinstern ausgezeichnet.